# Шуневич, Игорь Анатольевич
Игорь Анатольевич Шуневич (бел. Ігар Анатольевіч Шуневіч; род. 27 марта 1967 года, Луганская область, Украинская ССР, СССР) — белорусский государственный деятель. Генерал-лейтенант милиции. Министр внутренних дел Республики Беларусь (2012—2019).

## Биография
Родился 27 марта 1967 года в Луганской области. В 20 лет решил стать следователем и поступил в Минскую высшую школу (МВШ) МВД СССР, которую окончил в 1992 году и которая в апреле 1992 г. была реорганизована в Академию милиции Беларуси (которую в сентябре 1995 г. Лукашенко переименовал в Академию МВД Республики Беларусь).
После окончания Академии МВД РБ назначен следователем УВД Минского облисполкома. Занимал ряд должностей, дослужился до заместителя начальника УВД Минского облисполкома. В 2007 переходит в КГБ Беларуси и возглавляет сначала следственное управление, а чуть позже главное управление по контрразведывательному обеспечению правоохранительных и контролирующих органов, борьбе с коррупцией и организованной преступностью. В январе 2012 назначен первым заместителем министра внутренних дел Беларуси — начальником криминальной милиции. 11 мая 2012 назначен министром внутренних дел Республики Беларусь.
С мая 2014 года по 2020 год являлся председателем наблюдательного совета хоккейного клуба «Динамо» Минск.
10 июня 2019 года после публичной критики его работы Александром Лукашенко подал в отставку с должности Министра внутренних дел Республики Беларусь.
С сентября 2020 года по апрель 2021 года являлся генеральным директором ХК «Динамо-Минск», 3 мая 2021 года покинул пост гендиректора.
20 октября 2021 года на XVIII съезде республиканского государственного-общественного объединения «Белорусское общество охотников и рыболовов» по предложению Совета Министров Республики Беларусь, согласованному с Президентом Республики Беларусь, сроком на пять лет избран председателем этой организации.

### Деятельность на посту министра внутренних дел
В начале работы на посту министра было ужесточено законодательство по борьбе с наркотиками. Несмотря на в целом положительную оценку предпринятых мер, количество преступлений, связанных с наркотиками, за 2012—2018 годы выросло. При сокращении доли опиума в структуре потребляемых в стране наркотиков резко выросла доля курительных смесей (спайсов). В 2018 году родственники осуждённых по «наркотической» статье 328 УК РБ объявили голодовку с требованием смягчения некоторых её положений. Динамика количества преступлений за 2012—2018 годы носит разнонаправленный характер: общее количество преступлений сократилось, но доля тяжких и особо тяжких выросла; увеличилось количество изнасилований, мошенничеств и некоторых других преступлений. Численность заключённых в исправительных учреждениях выросла с 28,8 до 32,6 тыс. человек. МВД РБ разработало законопроект о борьбе с домашним насилием (отклонён). В 2019 году МВД предложило заставить врачей, проводящих плановые осмотры школьников, информировать управления внутренних дел местных органов власти о фактах половой жизни школьниц младше 16 лет. Существование этой практики официально не подтверждено, однако в Минской области врачи подтвердили журналистам наличие подобных инструкций. Доля затрат на органы внутренних дел в расходной части республиканского бюджета выросла с 3,1 % до 3,8 %.
На посту министра Шуневич допускал неоднозначные поступки и высказывания. 9 мая 2015 года Шуневич был замечен на параде в честь Дня победы в форме сотрудника НКВД. В 2019 году назвал геев и других представителей ЛГБТ-сообщества в стране «дырявыми» Поддержал задержания людей, по-разному фотографировавшихся с установленным в Минске памятником городовому. Назвал появление в независимых СМИ критической информации о работе правоохранительных органов «попытк[ой] оппонентов власти ослабить авторитет милиции в глазах населения для реализации изменения социального строя и политики Беларуси». В мае 2019 года отказался извиняться перед представителями цыганской общины за массовые задержания, вызванные расследованием гибели лейтенанта ГАИ Евгения Потаповича под Могилёвом (впоследствии Следственный комитет пришёл к выводу о самоубийстве). 10 июня, непосредственно перед отставкой, Шуневича раскритиковал Александр Лукашенко за чересчур усиленные меры безопасности перед Европейскими играми в Минске: он сравнил фан-зоны с концлагерями и гетто.

## Награды
- Орден Отечества III степени (11 января 2014 года) — за образцовое выполнение воинского долга, служебных обязанностей, высокий профессионализм и укрепление обороноспособности республики[14]
- Медаль «За безупречную службу» III степени
- Медаль «За безупречную службу» II степени
- Медаль «За безупречную службу» I степени
- Орден святителя Кирилла Туровского (2014 год, Белорусская православная церковь)[15]